# Alphapithovirus
Sous-famille
Genre
Espèces de rang inférieur
- Alphapithovirus massiliense
- Alphapithovirus sibericum

Alphapithovirus  est un genre de virus géants de la famille des Pithoviridae.